# Frank-Patrick Steckel
Frank-Patrick Steckel (1986)

Link zum Bild

Frank-Patrick Steckel (* 10. Februar 1943 in Berlin; † 25. Januar 2024) war ein deutscher Regisseur, Intendant, Autor und Übersetzer.

## Werdegang
Steckel besuchte Schulen in Westerland/Sylt und Hamburg und machte 1961 in Hamburg Abitur. Er studierte dann Germanistik und Literaturwissenschaften an der Universität Hamburg (ohne Abschluss) und zwei Semester lang Theaterwissenschaften an der Freien Universität Berlin (bis 1965).
Erste Erfahrungen sammelte er am Studententheater in Hamburg, wo er mit Claus Peymann zusammentraf. Bei ihm absolvierte er Regieassistenzen an der Studiobühne der Universität Erlangen und am Theater an der Landwehr in Hamburg.
Anfang der 1970er Jahre gehörte er zu den Gründungsmitgliedern der Berliner Schaubühne am Halleschen Ufer. Dort begann auch die Zusammenarbeit mit Peter Stein bei Brechts Mutter (1970) nach Maxim Gorki samt Einladung zum Berliner Theatertreffen  (1971). Es folgten Hugo von Hofmannsthals Das gerettete Venedig (1972) zusammen mit Jan Kauenhowen, Brechts Die Ausnahme und die Regel (1973), Heiner Müllers Lohndrücker (1974) und Der Untergang des Egoisten Fatzer nach Brecht (1976), allesamt an der Schaubühne. Davon wurden Die Mutter, Der Lohndrücker und der Frankfurter Arme Vetter von 1978 zum Berliner Theatertreffen eingeladen.
Intendanz
Unter der Intendanz von Arno Wüstenhöfer war Steckel von 1978 bis 1981 Oberspielleiter am Schauspiel des Bremer Theaters. Dort inszenierte er unter anderem Hans Henny Jahnns Die Krönung Richards III. im stillgelegten  Bremer Schlachthof. 1981 kehrte Steckel als freier Regisseur zurück an die Berliner Schaubühne mit  Barlachs Der blaue Boll und mit Ostrowskijs Wald. Zudem inszenierte er an den Münchner Kammerspielen 1983  Hebbels Judith.
Von 1986 bis 1995 übernahm er die Nachfolge von Claus Peymann als Intendant des Bochumer Schauspielhauses, welches er gemeinsam mit der Choreographin Reinhild Hoffmann leitete. Zu seinen dortigen Inszenierungen gehören Timon von Athen von William Shakespeare (1990 und eingeladen zum Berliner Theatertreffen 1991), Germania Tod in Berlin von Heiner Müller (1988), Brand von Henrik Ibsen (1993/1994) und als Abschlussinszenierung Hamlet von William Shakespeare (1994/95). Sein Bochumer Nachfolger wurde 1995 Leander Haußmann.
Ab 1995 arbeitete Steckel wieder als freier Regisseur und inszenierte unter anderem am Wiener Akademietheater, am Schauspiel Köln, am Theater Bonn, am Nationaltheater Mannheim und am Wuppertaler Schauspielhaus. 2000 wurde seine Kölner Shakespeare-Inszenierung Die Regierung des Königs Edward III. zum Berliner Theatertreffen eingeladen. Ab 2008 arbeitete Steckel wieder in Bremen. Er inszenierte dort am Theater Bremen und am Theaterlabor.
Frank-Patrick Steckel starb im Januar 2024, zwei Wochen vor Vollendung seines 81. Lebensjahres.

## Familie
Steckel war mit der Kostüm- und Bühnenbildnerin Susanne Raschig verheiratet; ihre gemeinsame Tochter ist die Regisseurin Jette Steckel.

## Wichtigste Inszenierungen
Im Laufe von Steckels Karriere wurden folgende seiner Produktionen zum Berliner Theatertreffen eingeladen:
- Die Mutter von Bertolt Brecht (1971, Regie in Zusammenarbeit mit Wolfgang Schwiedrzik und Peter Stein)
- Der Lohndrücker von Heiner Müller (1975)[8]
- Der arme Vetter von Ernst Barlach (1978)
- Timon aus Athen von William Shakespeare Schauspielhaus Bochum (1991)
- Die Regierung des Königs Edward III. von William Shakespeare (2000)

## Übersetzungen
Seit 2013 werden sämtliche Shakespeare-Übersetzungen Steckels (16 Stücke) in der Buchreihe Steckels Shake-Speare veröffentlicht. Bisher erschienen:
- William Shakespeare: Timon aus Athen / The Life of Tymon of Athens. Laugwitz Verlag, Buchholz in der Nordheide 2013, ISBN 978-3-933077-31-8.
- William Shakespeare: Die Macbeth Tragödie / The Tragedie of Macbeth. Laugwitz Verlag, Buchholz in der Nordheide 2013, ISBN 978-3-933077-32-5.
- William Shakespeare: Antonius und Cleopatra / Anthony and Cleopatra. Laugwitz Verlag, Buchholz in der Nordheide 2013, ISBN 978-3-933077-34-9.
- William Shakespeare: Othello, der Mohr von Venedig / Othello, The Moore of Venice. Laugwitz Verlag, Buchholz in der Nordheide 2014, ISBN 978-3-933077-35-6.
- William Shakespeare: Ein Mittsommernachtstraum / A Midsommer nights dreame. Laugwitz Verlag, Buchholz in der Nordheide 2014, ISBN 978-3-933077-36-3.
- William Shakespeare: Wie es euch gefällt / As you Like it. Laugwitz Verlag, Buchholz in der Nordheide 2014, ISBN 978-3-933077-39-4.
- William Shakespeare: Verlorene Liebesmüh / Loues labor’s lost. Laugwitz Verlag, Buchholz in der Nordheide 2015, ISBN 978-3-933077-40-0.
- William Shakespeare: Leben und Sterben des Königs John / The life and death of King Iohn. Laugwitz Verlag, Buchholz in der Nordheide 2016, ISBN 978-3-933077-42-4.
- William Shakespeare: Der Sturm / The Tempest. Laugwitz Verlag. Buchholz 2017. ISBN 978-3-933077-46-2
- William Shakespeare: König Cymbeline / Cymbeline King of Britaine. Laugwitz Verlag. Buchholz 2017. ISBN 978-3-933077-51-6
- William Shakespeare: Die Tragödie von König Richard II / The Tragedie of King Richard the second. Laugwitz Verlag. Buchholz 2018. ISBN 978-3-933077-53-0
- William Shakespeare: Die Tragödie von König Lear / The Tragedie of King Lear. Laugwitz Verlag. Buchholz 2019. ISBN 978-3-933077-56-1
- William Shakespeare: Die zwölfte Nacht oder Was ihr wollt / Twelfe Night, Or what you will. Laugwitz Verlag. Buchholz 2021. ISBN 978-3-933077-63-9
- William Shakespeare, Die Tragödie von Hamlet, Prinz von Dänemark / The Tragicall Historie of Hamlet Prince of Denmark. Laugwitz Verlag. Buchholz 2022. ISBN 978-3-933077-65-3
- William Shakespeare, Die Regierung König Edward III / The Raigne of King Edward the third. Laugwitz Verlag. Buchholz 2023. ISBN 978-3-933077-68-4
- William Shakespeare, Die Tragödie von Romeo und Julia / The most lamentable Tragendie of Romeo an Iuliet. Laugwitz Verlag. Buchholz 2024. ISBN 978-3-933077-70-7